# Do (harpe)
Pour les articles homonymes, voir Do.
Le do est un instrument de musique à cordes pincées. C'est une harpe fourchue d'Afrique occidentale (Liberia, Côte d'Ivoire, Guinée, Mali) utilisée par les Guérés.

## Facture
Le do se compose d'un résonateur en calebasse où sont insérés deux manches fins « en V » entre lesquels sont tendues les 5 à 7 cordes, que surplombe parfois une troisième tige, parallèle aux cordes (certains do n'en ont pas).

## Jeu
L'instrument accompagne le chant des hommes et rappelle l'arc musical dont le résonateur est approché ou éloigné de la poitrine du musicien pour obtenir des effets.

## Liens
- J.S. Laurenty, Les Cordophones du Congo Belge et du Ruanda-Urundi, Tervuren.
- Article + photo